# Ячевский, Леонард Антонович
Леонард Антонович Ячевский (пол. Leonard Feliks Stefan Jaczewski, Леонид Антонович Ячевский; 1858—1916) — русский геолог, горный инженер и преподаватель. Действительный статский советник (1911).

## Биография
Родился 30 августа (11 сентября) 1858 в Белостокском уезде Гродненской губернии.
В 1883 году окончил Горный институт.
Свои геологические исследования производил в Забайкальской области, затем в окрестностях Нерчинска и по притокам реки Онона (золотые промыслы), в 1889 году исследовал каменноугольные месторождения Киргизских степей, а в 1900 году — условия золотоносности Енисейского горного округа.
С началом постройки Сибирской железной дороги вошёл в состав геологической партии, производившей исследования вдоль среднесибирского и круго-байкальского участков Сибирской магистрали.
В 1896 и 1897 годах открыл обширные коренные месторождения нефрита в бассейне рек Онота и Урека в Иркутской губернии. Позже Ячевский состоял профессором минералогии в Екатеринославском высшем горном училище.
С 1903 года служил в Геологоразведывательном комитете в Санкт-Петербурге.
С 1905 года преподавал геологию и петрографию в Николаевской военно-инженерной академии.
Инициатор созыва Международной комиссии геотермических исследований.
C 1910 года — председатель вновь образованной Геотермической комиссии при Русском географическом обществе.
С 1913 года — член Геологического комитета. Участвовал в подготовке к изданию двух подробных геологических карт Сибири (одну из них редактировал лично).
Скончался 20 апреля (3 мая) 1916 в Петрограде от рака желудка.
Металлический гроб с его прахом был помещён в крипту храма Посещения Пресвятой Девой Марией Елизаветы на территории Выборгского римско-католического кладбища в ожидании возможности отправки в Польшу для захоронения после завершения военных действий. В дальнейшем такой возможности препятствовала гражданская война. В июне 1920 года гроб с прахом Ячевского, наряду с десятками ожидающих отправки в Польшу металлических гробов, был извлечён из крипты вооружённым отрядом большевиков и перевезён на Успенское кладбище. На этом кладбище останки Ячевского и десятков других покойных были варварски переброшены в деревянные ящики и закопаны в общей могиле. Основанием для таких действий была потребность Красной армии в металлических гробах для перевозки к местам захоронения останков погибавших на фронтах гражданской войны представителей начальствующего состава.

## Членство в организациях
- Императорское Русское Географическое Общество[2].
- 1913 — Геологический комитет.